# Sveučilište Fordham
Sveučilište Fordham je privatno istraživačko sveučilište u New Yorku. Osnovala ga je Newyorkška biskupija 1841. pod nazivom Koledž svetog Ivana te nedugo nakon osnivanja sveučilište dala na upravljane Isusovcima. Otada djeluje kao neovisna obrazovna ustanova pod upravom laičkog odbora povjerenika, njegujući isusovačku baštinu i naslijeđe. Sveučilište je smješteno u newyorkškoj četvrti Bronx, gdje pruža visoko obrazovanje siromašnijim stanovnicima New Yorka.
Sastoji se od 10 koledža, od kojih četiri predstavljaju više škole, a šest fakultete. Pohađa ga oko 15 000 studenata smještenih u trima kampusima na području savezne države New York: "Rose Hill" u Bronxu, "Lincoln Center" na Manhattanu i "Westchester" u West Harrisonu. Uz te kampuse, sveučilište drži i inozemni nastavni centar u Ujedinjenom Kraljevstvu i terenske urede u Španjolskoj i Južnoj Africi.
Službena krilatica sveučilišta glasi "Mudrost i učenje", a nalazi se i na grbu ispisana na latinskom jeziku (Sapientia et Doctrina). Službene boje sveučilišta su kestenjasto smeđa i bijela boja.
Časopis Time je prema svojem popisu kvalitete američkih sveučilišta iz 1962. godine Sveučilište Fordham prozvao jednim od sedam sveučilišta Katoličke Lige bršljana. Redovito se ubraja među stotinu najboljih sveučilišta u Sjedinjenim Državama.

## Vanjske poveznice
- Službene stranice Sveučilišta Fordham (engl.)